# Zasympiesis pilosa
Zasympiesis pilosa är en stekelart som beskrevs av Boucek 1988. Zasympiesis pilosa ingår i släktet Zasympiesis och familjen finglanssteklar. Inga underarter finns listade i Catalogue of Life.